# Juojärvi, Norrbotten
Juojärvi är en sjö i Övertorneå kommun i Norrbotten som ingår i Torneälvens huvudavrinningsområde. Sjön har en area på 0,0795 kvadratkilometer och ligger 160,3 meter över havet. Sjön avvattnas av vattendraget Juojoki.
Till Juojärvi kan man köra via Vyöni. Söder om Juojärvi rinner bäcken Juovoja som mynnar ut i Torneälv, strax norr om byn Niskanpää. 

## Delavrinningsområde
Juojärvi ingår i delavrinningsområde (740631-185374) som SMHI kallar för Mynnar i Torneälvens vattendragsyta. Medelhöjden är 135 meter över havet och ytan är 78,22 kvadratkilometer. Det finns inga avrinningsområden uppströms utan avrinningsområdet är högsta punkten. Juojoki som avvattnar avrinningsområdet har biflödesordning 2, vilket innebär att vattnet flödar genom totalt 2 vattendrag innan det når havet efter 104 kilometer. Avrinningsområdet består mestadels av skog (79 procent). Avrinningsområdet har 0,22 kvadratkilometer vattenytor vilket ger det en sjöprocent på 0,3 procent.